# イェヴレのヤギ

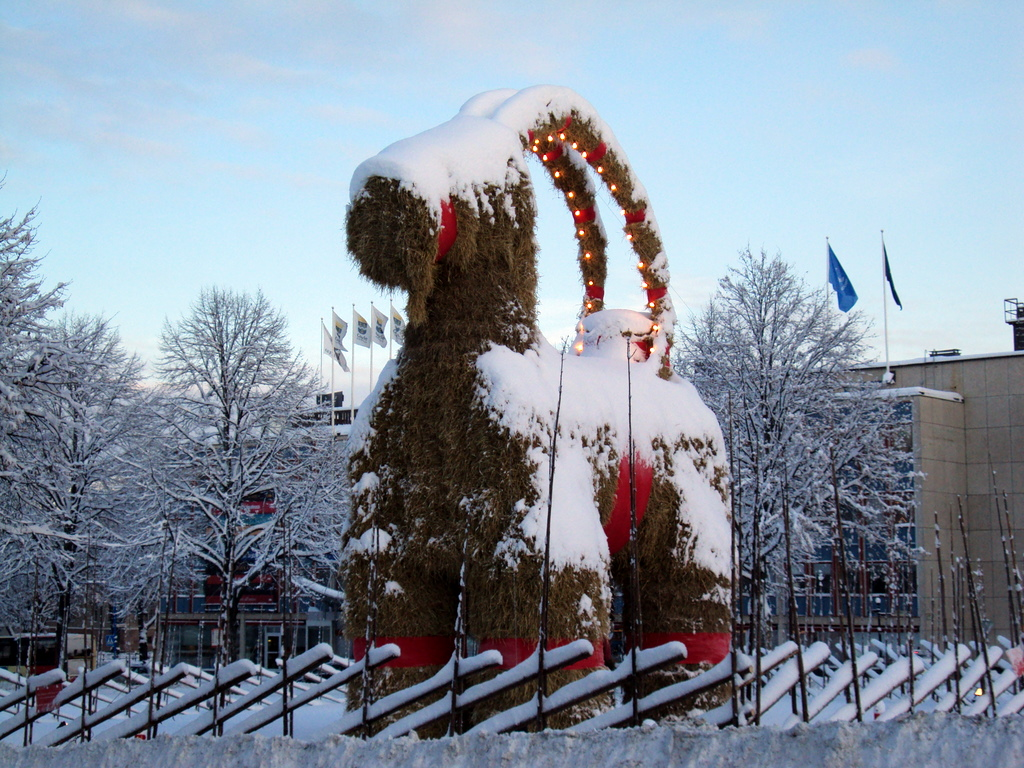
イェヴレのヤギ (2009)

イェヴレのヤギ（イェヴレボッケン、スウェーデン語: Gävlebocken、英語: Gävle Goat）は伝統的にスウェーデンのイェヴレ中心区のSlottstorgetで毎年制作されるクリスマス飾り。これはスウェーデンで伝統的に作られている藁でできたヤギ飾りのユールボックを巨大にしたものである。毎年、待降節から2日間に渡り、地元のコミュニティグループたちによって制作されているもので、毎年のように放火の被害に遭う事で有名になった。安全対策や近隣に消防署があるのにもかかわらず、1966年に初めて作られるようになってから多くの年において焼け落ちている。
1986年より、イェヴレでは2頭のヤギが（南商業組合によりイェヴレボッケン、ヴァーサの学校の自然科学クラブによりユールボックがそれぞれ）制作されている。

## 歴史
イェヴレのヤギは毎年待降節の最初の日に建てられる。
1966年、広告コンサルタントの Stig Gavlén が、スウェーデンの伝統であるユールボックを巨大にしたものを作成し、広場に設置することを思いついた。
この最初のヤギのデザインは、Gavlén の兄弟であり、当時のイェヴレ消防署長であった Jörgen Gavlén の担当となった。
このヤギの作成は消防署によって実施され、また、1966年から1970年および、1986年から2002年に渡って毎年消防署が作成していた。
最初のヤギの資金は Harry Ström によって賄われ、1966年12月1日、高さ13メートル、全長7メートル、重さ3トンのヤギが広場に作成された。
大みそかの日、このヤギは燃え落ちた。
この犯人は発見され、有罪判決を受けている。
このヤギには保険が掛けられており、出資者の Ström は全額を取り戻した。
南商業組合 (Söders Köpmän) として知られる経営者たちの団体が出資者となり、この作成は翌年からも続くこととなった。
1971年、南商業組合はヤギの制作を止める。これに代わり、ヴァーサの学校(Vasaskolan)の自然科学クラブ (Naturvetenskapliga Föreningen) が制作を始めた。彼らのヤギはおおよそ2メートルであった。彼らのヤギは好意的に受け止められ、翌年以降も制作されることとなった。南商業組合は1986年より再びヤギの制作を始めている。
1966年のヤギの製作費は10,000スウェーデン・クローナであった。2005年に制作されたヤギには約100,000スウェーデン・クローナの値札が貼られた。製作費は市により1/3が負担され、残りは南商業組合が支払いを行う。2003年からは、ALCワーカーとして知られる非雇用者たちによって制作作業が行われている。

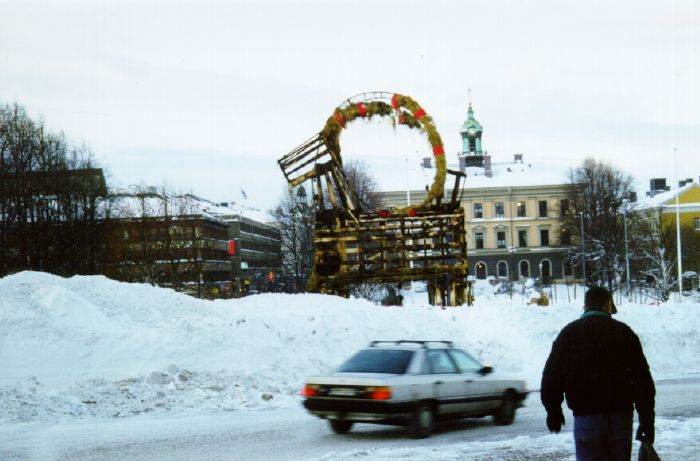
吹雪の中焼け落ちたイェヴレのヤギ (1998)

この展示は放火による破壊のターゲットとして注目されることとなり、1966年に最初のヤギが建設されてから数度に渡り破壊されてきた。消防署が設置されるヤギから近いこともあり、多くの場合は木の骨格が酷く損傷する前に鎮火されている。
もしこのヤギが聖ルチアの祭日である12月13日より前に燃え落ちた場合は、再制作されることになる。
その場合、骨組みは手当ののち修復され、その上にヤギ制作委員会が事前に注文しておいた藁を用いて再構築される。
2005年までに4名がヤギに対しての犯罪行為で逮捕または有罪判決を受けた。2001年には、アメリカ合衆国のオハイオ州クリーブランドから来た51歳の観光客ローレンス・ジョーンズによりヤギは燃やされた。ジョーンズはこれにより18日間拘留され、被害に対し100,000スウェーデン・クローナの支払いが命じられた。裁判所は、ジョーンズのタバコ用ライターを、正しく扱うことができないのが明確だとして没収した。裁判においてジョーンズは、自身は"ヤギ燃し屋" (goat burner) ではないと主張し、ヤギを燃やすのは伝統で完全に合法なものだと信じていたと話した。ジョーンズは釈放されたのち、罰金を支払わないままアメリカへ帰国している。
1996年、南商業組合はヤギを1日24時間監視するカメラを導入した。2004年11月27日には、イェヴレボッケンのホームページがハッキングされ、2つの公式ウェブカメラのうち1つが改ざんされている。2003年には、さらなる破壊行為を防ぐため警備員がヤギの周辺に配置されていたが、気温が零下に下がったために警備員たちが近くのレストランに寒さから逃れた際、放火魔に襲われている。2005年の12月3 - 4日の週末には、スウェーデン全域で公共のユールゴートに対する連続攻撃が行われ、イェヴレのヤギは12月13日に燃やされた。ゴットランド島のヴィスビューのヤギは燃え落ち、エステルイェータランドのセーデルシェーピングにあるユールボックは焼かれ、ヴェステルボッテンのリッケルセのヤギも被害にあった。
2006年のクリスマスシーズンはイェヴレのヤギの40周年記念に当たる年だった。12月3日の日曜日、市はこのヤギを称えて大きな祝典を開いた。この時、ヤギ制作委員会はヤギをFiber ProTector Fireproofという飛行機用の防火剤を用いて防火処理を行った。その年の最初のうちは、防火されていたが、露によりヤギから液体が垂れ落ちることとなった。この出来事によりFireproof ProTechtor Solvent Baseが防火剤として適用されることとなった。
様々な関係者たちの努力にかかわらず、イェヴレのヤギは最も新しい事件である2021年12月17日までに計28回燃やされ、6回破損している 。

## 年表
| 年   | 破壊された日                | 原因                                      | 状況 |
| ---- | --------------------------- | ----------------------------------------- | --- |
| 1966 | 12月31日                    | 燃えた                                    | |
| 1967 | 生存                        | 生存                                      | |
| 1968 | 生存                        | 生存                                      | 【警備】フェンスが追加された |
| 1969 | 12月31日                    | 燃えた                                    | 【警備】ヤギ内部を金網で保護 |
| 1970 | 制作後6時間                 | 燃えた（泥酔した2人の十代少年たちにより） | 幾人かの出資者の助けにより湖の葦から再び組み立てられた。 |
| 1971 | 不明                        | バラバラに                                | 南商業組合はヤギが燃やされることに疲れてしまい、制作するのを止めた。ヴァーサ校の自然科学クラブが引き継ぎ、小型のヤギを制作した。 |
| 1972 | 不明                        | 崩れた                                    | |
| 1973 | 不明                        | 盗まれた                                  | |
| 1974 | 不明                        | 燃えた                                    | |
| 1975 | 不明                        | 崩れた                                    | |
| 1976 | 不明                        | 車がぶつかる                              | |
| 1977 | 不明                        | 燃えた                                    | |
| 1978 | 不明                        | 蹴られて壊された                          | |
| 1979 | 組立前                      | 燃えた / 壊された                         | 【警備】1つめのヤギが燃やされたのち、2つめのヤギは防火された。 この年の2つめのヤギは壊されバラバラになるまで破壊された。 |
| 1980 | 12月24日                    | 燃えた                                    | |
| 1981 | 生存                        | 生存                                      | |
| 1982 | 12月13日                    | 燃えた                                    | |
| 1983 | 不明                        | 足が壊された                              | |
| 1984 | 12月12日                    | 燃えた                                    | |
| 1985 | 1月                         | 燃えた                                    | 【警備】2mの高い金属製フェンスに囲まれ、警備員とイェヴレのI 14 歩兵連隊により警護された。 自然科学クラブによる高さ12.5mのヤギが初めてギネスブックに登場した。 |
| 1986 | 12月23日                    | 燃えた                                    | 南商業組合が1971年から中断していたヤギの制作に復帰し、1986年からは南商業組合とヴァーサ校により、毎年二つ制作されることになった。 |
| 1987 | 不明                        | 燃えた                                    | 【警備】厳重に防火対策された。 |
| 1988 | 生存                        | 生存                                      | イギリスのブックメーカーにより賭けの対象になり、初めてギャンブラーがヤギの運命を賭けることができるようになった。 |
| 1989 | 組立前 / 1月                | 燃えた / 燃えた                           | 公的な再制作費用への寄付が提議された。2つ目のヤギは1月に燃やされたが、1990年1月、新たなヤギが制作された。このときスウェーデンの映画『Black Jack』が撮影された。 |
| 1990 | 生存                        | 生存                                      | 【警備】多くのボランティアたちに警護された。 |
| 1991 | 12月24日                    | 燃えた                                    | ヤギは広告用ソリに繋がれたが、これはのちに違法建築だと判明した。その後 I 14 歩兵連隊の閉鎖に対する抗議運動の一環として、ストックホルムに再建された。 |
| 1992 | 制作後8日。12月20日にも再び | 燃えた / 燃えた                           | 自然科学クラブと南商業組合のヤギがどちらも同じ夜に燃やされた。後者のヤギは再建されるも、12月20日に再度燃え落ちた。この3つの事件の犯人は逮捕され刑務所へ入ることとなった。1992年、ヤギ政策委員会が創設された。 |
| 1993 | 生存                        | 生存                                      | 【警備】郷土防衛隊などによって警護された。 ヴァーサ校のヤギが14.9mで再度ギネスブックに載った。 |
| 1994 | 生存                        | 生存                                      | ホッケーのワールドチャンピオンシップに参加するスウェーデン代表を追いかけイタリアへ |
| 1995 | 12月25日                    | 燃えた                                    | ヤギを焼け落とそうと企てたノルウェー人が逮捕された。イェヴレボリ県550周年記念のために再建された。 |
| 1996 | 生存                        | 生存                                      | 【警備】Webカメラによる監視。 |
| 1997 | 負傷ながら生存              | 負傷ながら生存                            | 花火により損害。自然科学クラブのヤギも攻撃されるが、被害は小規模に留まった。 |
| 1998 | 12月11日                    | 燃えた                                    | 猛吹雪の中、燃え落ちた。のちに再建。 |
| 1999 | 数時間中に                  | 燃えた                                    | 南商業組合のヤギは聖ルチアの日の前に再建。自然科学クラブのヤギも燃え落ちている。 |
| 2000 | 12月後半                    | 燃えた / 水没                             | 自然科学クラブのヤギはイェヴレ川に投げ込まれた。 |
| 2001 | 12月23日                    | 燃えた                                    | アメリカのオハイオ州クリーブランドからの観光客がヤギを燃やして逮捕された。自然科学クラブのヤギもまた燃やされた。 |
| 2002 | 生存                        | 生存                                      | 【警備】聖ルチアの日、スウェーデンのラジオパーソナリティでTV司会者のGert Fylkingによって警護された。 ストックホルム出身の22歳の若者が、南商業組合のヤギを燃やそう試みるも失敗した。ヤギは軽微な損傷のみを受けた。 |
| 2003 | 12月12日                    | 燃えた                                    | |
| 2004 | 12月21日                    | 燃えた                                    | |
| 2005 | 12月3日                     | 燃えた                                    | サンタとジンジャーブレッドマンのコスチュームを身にまとった何者かに火矢を放たれ燃やされたと伝えられている。12月5日に再建。12月8日には、2005年度のヤギ放火犯を捕まえるため、スウェーデンのTV3で毎週放送されている生放送番組『Most Wanted』 ("Efterlyst") で犯人の捜索が行われた。 |
| 2006 | 12月20日                    | 燃えた                                    | 南商業組合のヤギは大みそかを生き残るも、1月2日に倒された。ヤギは秘密の場所に隠された。 |
| 2007 | 12月24日                    | 燃えた                                    | 自然科学クラブのヤギは12月13日に転倒させられ、12月24日の夜に燃やされた。南商業組合のヤギは生き残った。 |
| 2008 | 12月27日                    | 燃えた                                    | 10,000人がヤギ落成式に出席した。なにかあった場合に差し替えるヤギは作られず、前年に耐火剤を塗ったヤギは醜かったため耐火剤も塗られてはいなかった。12月16日、自然科学クラブのヤギは破壊され、のちに撤去された。12月26日、南商業組合のヤギは焼かれそうになったが、通行人たちにより消火されたものの、翌日3時50分、ヤギは何者かによる放火で燃やされた。 |
| 2009 | 12月23日                    | 燃えた                                    | 12月7日夜、何者か南商業組合のヤギに火をつけようとした。12月11日の週末、自然科学クラブのヤギが川に投げ込まれそうになったが失敗している。犯人は再び成功しなかったが、ヤギを火にかけようと試みた。12月14日夜、何者かがトラックを使って自然科学クラブのヤギを盗んだ。12月23日の午前4時前、南商業組合のヤギは火にかけられた。背中に雪が厚く積もっていようとも関係なく、骨組まで燃え落ちた。この2つのヤギにはWebカメラが設置されていたが、DoS攻撃により使用できなくなっており、ハッカーたちは燃やされる直前まで扇動していた。 |
| 2010 | 生存                        | 生存                                      | 自然科学クラブのヤギは12月2日夜に放火に遭うも燃えなかった。スイスのニュースサイトは12月17日に南商業組合のヤギを監視していた警備員の一人が、ヤギをヘリコプターでストックホルムへ連れさらおうとたくらむ何者かによって買収を持ちかけられたと報じている。双方のヤギが生存し、2011年1月初旬に解体されたうえで倉庫に収容された。 |
| 2011 | 12月2日                     | 燃えた                                    | 【警備】氷で保護膜を作るために水が吹き掛けられたが、穏やかな気候により氷のコーティングが解けてしまい燃やされた。 |
| 2012 | 12月12日                    | 燃えた                                    | |
| 2013 | 12月21日                    | 燃えた                                    | 【警備】防火剤に浸された。 |
| 2014 | 生存                        | 生存                                      | |
| 2015 | 12月27日                    | 燃えた                                    | |
| 2016 | 11月27日                    | 燃えた                                    | 設置後わずか数時間で燃やされた。製作委員会は同年中の再建はしないと発表。 |
| 2017 | 生存                        | 生存                                      | 【警備】二重のフェンス、防犯カメラ、警備員が設置された。燃やされることなく、期限の2018年1月2日まで生存し予定通りに解体された。 |
| 2018 | 負傷ながら生存              | 負傷ながら生存                            | 12月15日夜に自然科学クラブのヤギが放火に遭い、左前脚を負傷。大みそかには不法侵入が発生したが、警備員によって守られた。 |
| 2019 | 生存                        | 生存                                      | ヤギの製作は12月1日に着手された。12月27日に入ってすぐに自然科学クラブのヤギ (Lillbocken) は放火されたが軽微な損害にとどまった。この犯人は拘留された。 |
| 2020 | 生存                        | 生存                                      | 11月29日に展示された。新型コロナウイルス（COVID-19）の流行で伝統のお祭りは行われず、ヤギの近くへの侵入も禁止された。これにより4年連続の生存となった。 |
| 2021 | 12月17日                    | 燃えた                                    | 12月17日午前3時35分頃、火災が発生し全焼した。警察は、放火したとみられる40歳代の男を逮捕した。 |
| 2022 | 生存                        | 生存                                      | ヤギは11月27日に展示された。従来の設置場所であるSlottstorget広場に新しい文化センターの建設のため、北に数ブロック離れたRådhusesplanadenに移動された。 |
| 2023 | 負傷ながら生存              | 負傷ながら生存                            | ヤギを作るために使われた藁には通常よりも多量の種子が含まれていたため、ヤギは破壊されなかったものの、餌を探しているニシコクマルガラスの群れによって深刻な被害を受けた。 |
| 2024 | 生存                        | 生存                                      | 現場には24時間警備員が常駐し、フェンスは二重に、ウェブカメラによる24時間の公開配信が行われている。ニシコクマルガラスが餌を求めてヤギを食い荒らすことがないよう、より高品質のわらが使用された。ライブ配信は11月28日に開始され、ヤギの正式な就任式は12月1日に行われた。12月13日には、ヤギが燃え尽きたというディープフェイクのいたずらがソーシャルメディアで拡散された。ヤギは1月2日に予定通り解体された。 |

## 歴年のヤギ

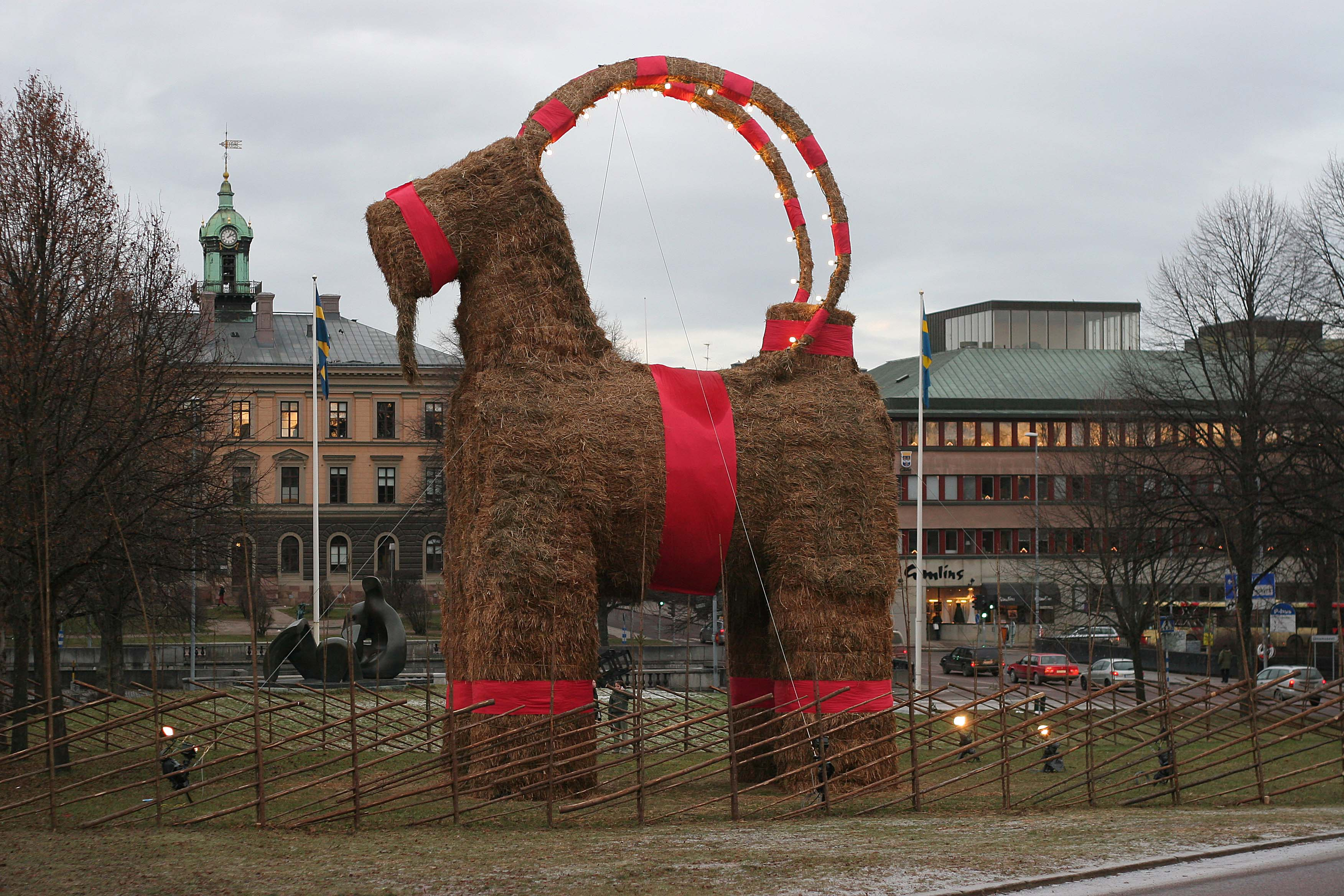
イェヴレのヤギ(2006)
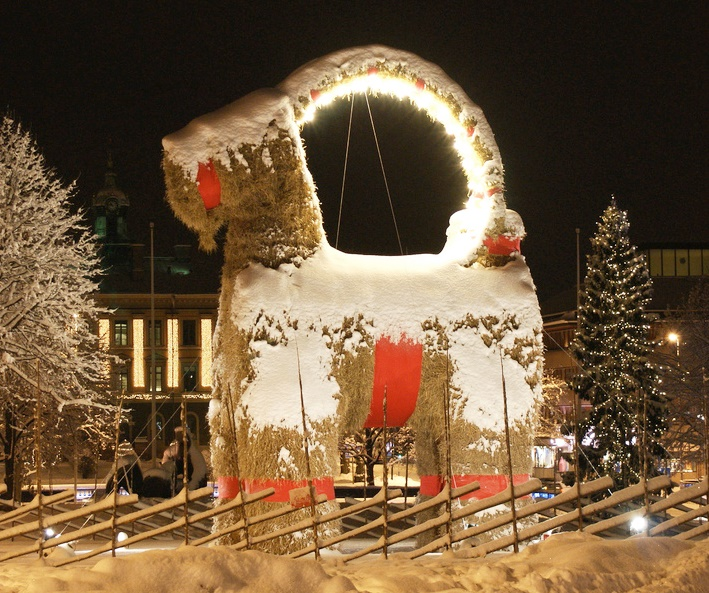
イェヴレのヤギ(2009)
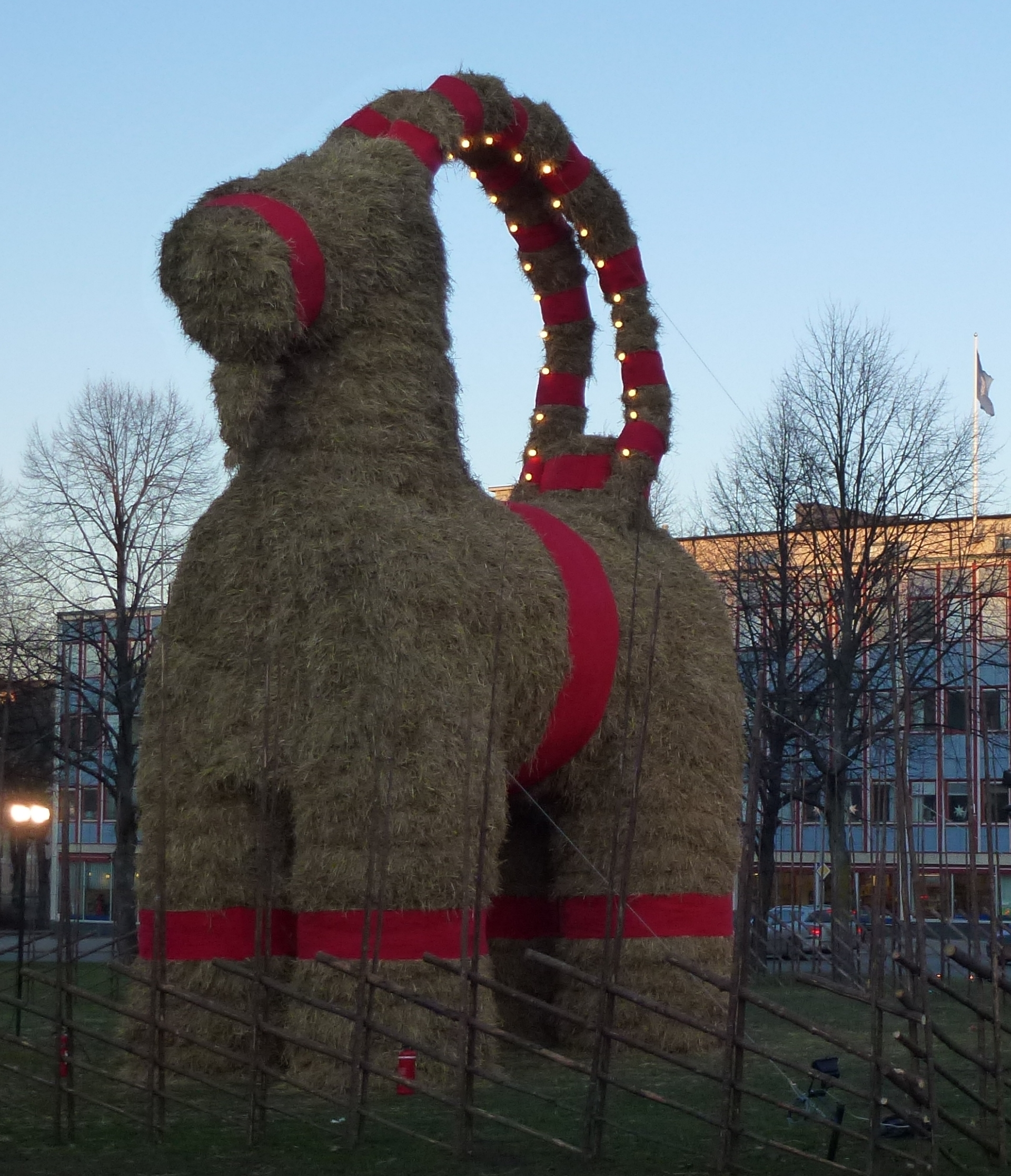
イェヴレのヤギ(2011)
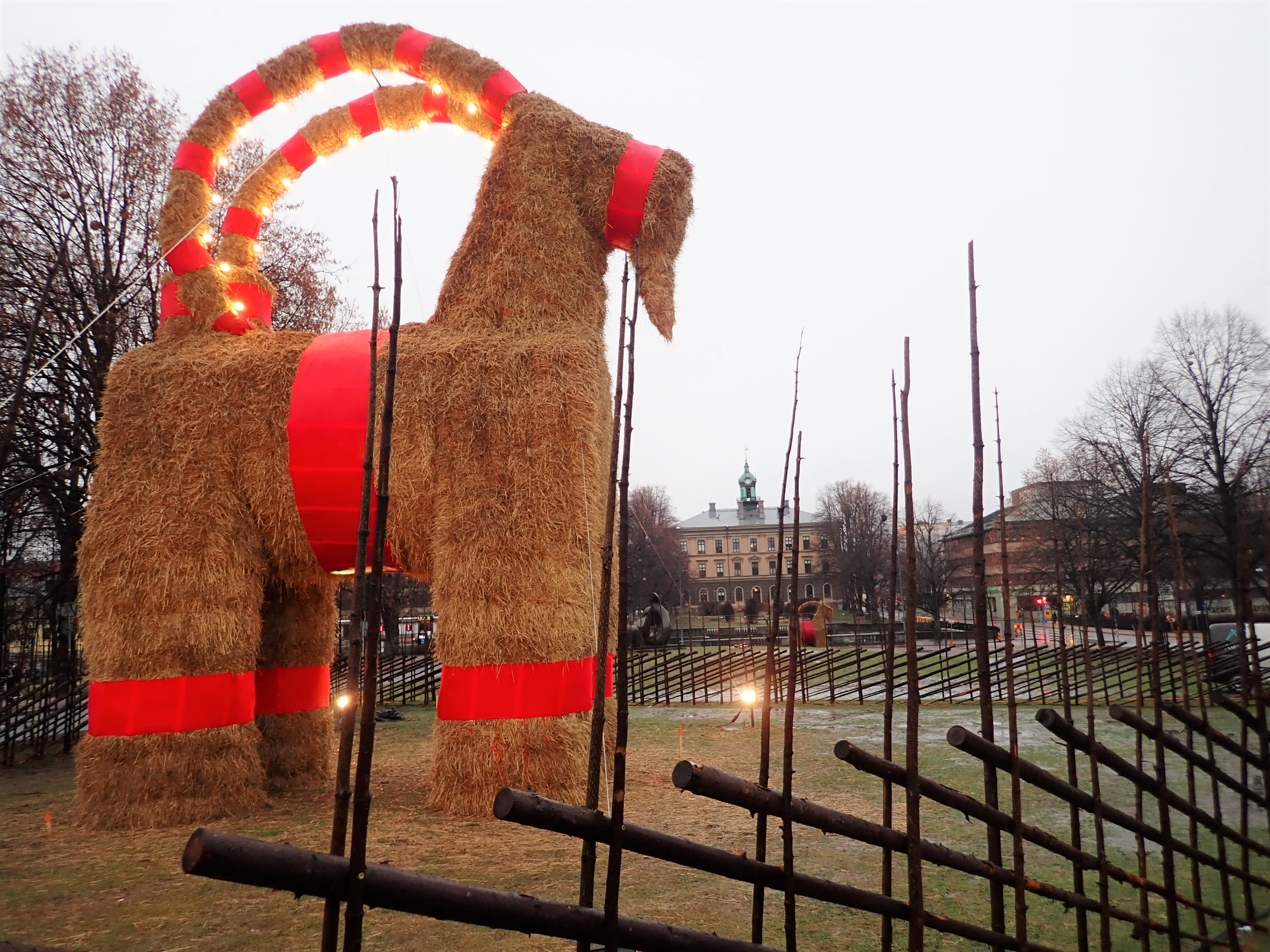
イェヴレのヤギ(2019)

## 自然科学クラブのユールボック

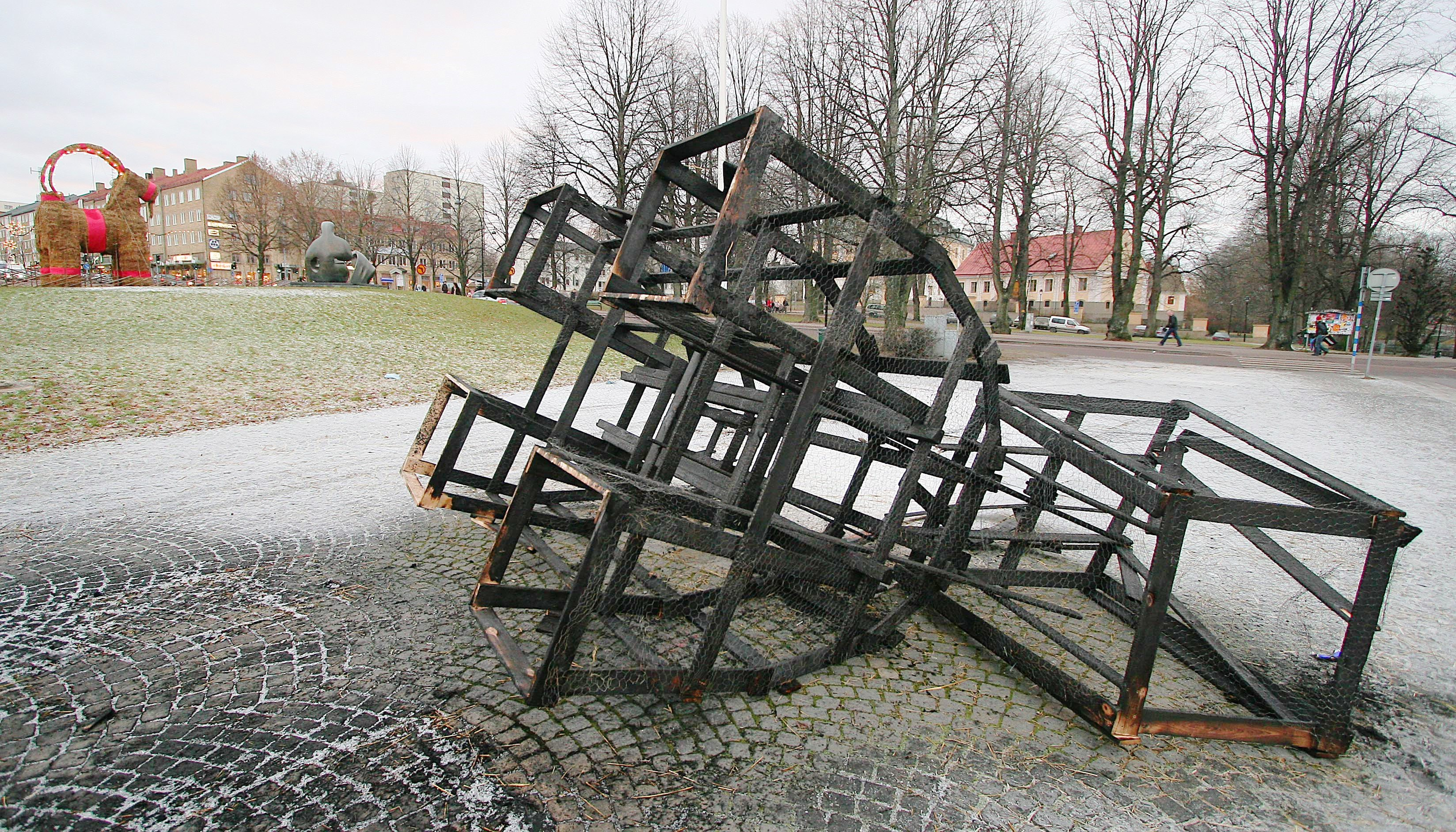
2006年の燃え崩れた自然科学クラブのヤギ。遠くに大きなイェヴレボッケンが見える。

1986年よりイェヴレでは2頭の大きなヤギ（ユールボック）が、つまりイェヴレボッケンと呼ばれるヤギが南商業組合により、ユールボックと呼ばれるヤギがヴァーサの学校の自然科学クラブによって作られている。1985年まで、南商業組合のヤギが最も大きいユールボックとして世界記録を保持していたが、長年に渡って自然科学クラブのヤギが大きさを伸ばしていった結果、1985年には彼らのユールボックが公式に高さ12.5mとしてギネス世界記録に登録されることとなった。1966年にオリジナルのヤギを作った製作者の Stig Gavlén は、自然科学クラブのヤギは南商業組合のヤギほど魅力的ではないし、何より首が長すぎるので、世界最大のユールボックとしてのタイトルを勝ち取るのは不当だと考えた。この翌年、ヤギ戦争が勃発する。南商業組合はその宣伝価値を理解し、巨大なヤギを作り、自然科学クラブはそれに反発してより小さなものを作った。南商業組合は彼らの大きなヤギをもって世界記録を取り戻そうと意図していたが、計測の結果、大きさが足りないと判明した。それ以降7年間、世界記録を更新する試みはされなかったが、自然科学クラブと南商業組合間で悪感情を抱くことになった。証明できる事実では、自然科学クラブは彼らのヤギの近くにメリークリスマスの看板を全ての人に向けて掲げていたが、南商業組合は除かれていた。
1993年、南商業組合は再び世界記録を更新するとの声明を発表した。完成時、ヤギは10.5mの高さであった。
その年の自然科学クラブのヤギは14.9mの高さと測定され、ギネスブックに新たな記録を登録した。